# بهمن فروتن
بهمن فروتن (زادهٔ ۱۴ بهمن ۱۳۲۵ در تهران) مربی فوتبال ایرانی است که در فوتبال آلمان، سنگاپور و ایران مربی‌گری کرده‌است. فروتن به اظهارنظرهای عجیب شهرت داشته و اعتقاد راسخی به رواج تبانی در فوتبال دارد.

## زندگی
بهمن فروتن در تهران به دنیا آمد. تحصیلات ابتدایی را در مدرسه سن لویی (مدرسه فرانسوی‌ها) گذراند و در ۱۱ سالگی به دلیل شغل پدرش (معلم زبان فرانسوی) به قم رفت. پدر او با اینکه چپ‌گرا و هوادار حزب توده بود با شخصیت‌های مذهبی چون بهشتی و موسی صدر دوستی داشت. در باشگاه‌های توفان، شعاع و شاهین در پست هافبک وسط فوتبال بازی کرد و در ۱۷ سالگی برای تحصیل به فرانسه رفت و وارد کنسرواتوار سینمای فرانسه در پاریس شد. رفتن او به فرانسه با جنبش دانشجویی-کارگری مه ۱۹۶۸ فرانسه همزمان بود. او در تیم پاریس آلزیان در دسته سوم فرانسه بازی می‌کرد، فیلم پایان دوره تحصیلی‌اش را در مورد زندگی ژان پیر لئو همکلاسیش بود که بعدها رئیس اداره سینماتوگراف فرانسه شد. با ماگدالنا پرینس همکلاسی آلمانی‌اش در پاریس ازدواج کرد و به آلمان رفت و در شبکه زددی‌اف مشغول به کار شد. سال ۱۳۵۴ به ایران برگشته و وارد وزارت فرهنگ و هنر شد، پس از آن‌که عضویت در حزب رستاخیز اجباری شد فیلم و سینما را رها کرد و به سراغ مربی‌گری فوتبال رفت. دوره مدرسه عالی ورزش کلن را گذرانده و سال ۱۳۵۷ در آلمان مدرک آ مربی‌گری فیفا را گرفت. در دهه شصت سرمربی تیم هما بود و آن را قهرمان دسته اول تهران کرد و در دوران سرمربی‌گری ناصر ابراهیمی یکی از مربیان تیم ملی فوتبال ایران بود. در سال ۱۹۸۳ به آلمان برگشت و سرمربی توس کوبلنز در دسته ۳ آلمان شد. دو سال در تیم دسته چهارمی «آرینتال» و پنج سال باشگاه دسته ششمی «املث هاوزن» مربی‌گری کرد و آن‌ها را به دسته سوم رساند. سپس به دوسلدورف در دسته ۳ رفت و بعد به باشگاه ورشکسته شده‌نویس رفت و از سال ۱۹۹۴ سرمربیگری را رها کرد، چون مطمئن شد که نمی‌تواند به عنوان یک خارجی سرمربی‌گری تیمی در دسته اول بوندسلیگا را بگیرد؛ و در ایالت کوبلنس مدرس رسمی فدراسیون فوتبال آلمان شد. سال ۱۳۷۶ قرار بود مربی تیم پرسپولیس شود ولی با شکست ناطق نوری در انتخابات دوم خرداد و تعویض امیر عابدینی از مدیر عاملی باشگاه پرسپولیس این امکان از دست رفت. او در سال ۱۳۷۸ مربی تیم هما در لیگ آزادگان شد. در سال‌های ۱۳۸۴ و ۱۳۸۵ مربی شموشک نوشهر شد و هدایت این تیم را در لیگ برتر و لیگ دسته اول بر عهده داشت.
فروتن در سه هفته پایانی فصل ۲۰۰۹–۲۰۱۰ سرمربی‌گری تیم ترکیم‌اسپور را که در رده هفدهم لیگ منطقه‌ای شمال آلمان (دسته چهارم) قرار داشت را پذیرفت و این تیم را که ۱۶ بازی بود موفق به برد نشده بود در سه بازی باقی‌مانده به پیروزی رساند و از سقوط نجات داد.